# BV-1310
La carretera BV-1310 és una carretera dels termes municipals de Castellterçol i de Castellcir, tots dos pertanyents al Moianès.
La carretera arrenca de la carretera C-59 al mateix Castellterçol, des d'on s'adreça cap al nord-est, i sense travessar cap altre poble, mena a Castellcir en quasi 3 quilòmetres. Just a l'entrada del poble, en el seu extrem sud-oest, la BV-1310 es desvia cap al nord, deixant el poble a llevant, mentre que n'arrenca en aquella direcció la BV-1342, que mena fins al bell mig del poble de Castellcir.

## Etimologia
Es tracta d'un topònim arbitrari contemporani, que reflecteix una sistematització del nomenclàtor de carreteres: la B correspon a l'adscripció de la carretera a la Diputació de Barcelona, ens que en tingué cura fins al seu traspàs a la Generalitat de Catalunya, i la V al seu caràcter de veïnal, actualment obsolet.